# The Alters
The Alters (укр. Альтери) — відеогра 2025 року в жанрі виживання, розроблена та випущена польською компанією 11 bit studios для Microsoft Windows, PlayStation 5 та Xbox Series X/S. У грі гравець бере під свій контроль Яна Дольського, космічного шахтаря, який повинен створювати альтернативні версії себе, щоб вижити на негостинній планеті. The Alters була анонсована 12 червня 2022 року.

## Ігровий процес
У The Alters гравець бере під свій контроль космічного будівельника Яна Дольського. Ян повинен пілотувати масивну базу у формі колеса вздовж поверхні планети, щоб триматися поза зоною дії сонця, яке може вбити його смертельною радіацією. Це гра на виживання, в якій гравцям потрібно досліджувати планету і видобувати ресурси та матеріали, необхідні для підтримки та розширення бази. Інфраструктура, така як електроопори, повинна бути побудована, щоб забезпечити енергією гірничодобувне устаткування. Розширення бази схоже на такі ігри, як Fallout Shelter та XCOM, де гравці мають завдання добудовувати нові кімнати та модулі до бази, розширюючи її можливості та зберігаючи екіпаж. Кожен сегмент гри має часовий відрізок, оскільки сонце зійде і знищить весь екіпаж гравця. Одна секунда реального часу еквівалентна одній ігровій хвилині.
Щоб вижити та втекти до сходу сонця, він повинен створити «Альтерів» за допомогою кристалу, на ім'я Рапідій. Альтери — це альтернативні версії його самого, які зробили різний життєвий вибір, а отже, мають свій власний набір навичок, стиль життя та особистість. Використовуючи систему під назвою «Дерево життя», оригінальний Ян може поглянути на свій життєвий шлях і вибрати, якого Альтера привести в життя. Альтер може запропонувати розв'язання проблем, з якими гравець стикається наразі. Наприклад, Ян Вчений може допомогти гравцям дослідити нові способи навігації у ворожому середовищі гри. Кожен Альтер має власні емоції, потреби та страхи, і гравці повинні регулярно перевіряти їхній стан. Якщо залишити їх без нагляду, вони можуть діяти необдумано, що призведе до непередбачуваних наслідків. Наприклад, Альтер, який страждає від фантомного болю, вирішив розчленувати себе після того, як гравець неодноразово не звертав на нього уваги. Існує максимальна кількість Альтерів, яких гравець може створити за одне проходження гри.